# Emilio Patriarca
Emilio Patriarca (* 10. Juli 1937 in Varese) ist ein italienischer Geistlicher und emeritierter Bischof von Monze. 

## Leben
Der Erzbischof von Mailand, Giovanni Battista Enrico Antonio Maria Kardinal Montini, weihte ihn am 28. Juni 1962 zum Priester des Erzbistums Mailand.
Papst Johannes Paul II. ernannte ihn am 22. Juni 1999 zum Bischof von Monze.
Der Erzbischof von Mailand, Carlo Maria Kardinal Martini S.J., spendete ihm am 19. September desselben Jahres die Bischofsweihe; Mitkonsekratoren waren Medardo Joseph Mazombwe, Erzbischof von Lusaka, und Raymond Mpezele, Bischof von Livingstone.
Papst Franziskus nahm am 10. Februar 2014 seinen altersbedingten Rücktritt an.